# 윤형남
윤형남(尹亨南, 1911년 3월 16일 ~ 2002년 9월 10일, 전라남도 순천)은 변호사 출신의 대한민국 정치인이다. 제3,4,5대 민의원의원, 민의원 법사위원장 등을 지냈다.
1940년 고등문관시험에 합격해 강원도청 지방과와 칠곡군수로 근무했으며, 1945년 상주군수로 부임했다. 일본 패전 후에도 상주군수에 유임되어, 그는 해방 직후 첫 경상북도 상주군수였다.

## 약력

### 학력
- 일본 니혼 대학교 법학과 중퇴(1940년)
- 대한민국 국방대학교 행정학사 3기(1958년)

### 경력
- 1930년 전라남도 순천군 황전보통학교 훈도
- 1935년 경기도 연천군 왕징보통학교 촉탁교원
- 1937년 연천군 군남보통학교 훈도
- 1938년 경성부 경성청계심상소학교 훈도
- 1939년 경기도 화성군 갈천심상소학교 훈도
- 1940년 고등문관시험 사법과 합격
- 1941년 강원도청 지방과 사무관
- 1943년 경상북도 칠곡군 군수
- 1945년 1월 ~ 경상북도 상주군 군수
- 1945년 8월 16일 ~ 1947년 4월 24일 경상북도 상주군 군수에 유임
- 1947년 변호사 개업
- 1947년 서울대학교 법과대학 강사
- 1947년 부산수산대학교 사무장 겸 강사
- 1948년 외무부 조약국 법무과장
- 1949년 법제처 법제관
- 1951년 변호사 개업(서울)
- 1954년 제3대 민의원의원(민주당, 순천)
- 1954년 호헌동지회 결성에 참여하고, 의안간사에 선출되었다.
- 민주당 중앙위원
- 1958년 제4대 민의원의원
- 1960년 제5대 민의원의원
- 1960년 제5대 민의원 법제사법위원회 위원장
- 1960년 신민당 종로구 갑구 지구당 위원장
- 1970년 윤보선, 박기출 등과 국민당 창당에 참여, 국민당 서대문을구 지구당 위원장
- 1971년 국민당 중앙당 위원장
- 민주당 전남도당 부위원장
- 한양대학교 행정학과 초빙교수(1977년)

## 역대 선거 결과
|  | 8.90% |

|  | 33.19% |

|  | 45.18% |

|  | 42.71% |

|  | 0.56% |

## 저서
- 국제연합 강화(國際聯合 講話), 정현준(鄭顯準) 공저, 1949